# Wilfred Moke
Wilfred Moke (n. 12 februarie 1988, Kinshasa, Zair) este un fotbalist congolezo-francez care joacă pe posturile de fundaș central și mijlocaș defensiv pentru Torku Konyaspor.

## Legături externe
- Profilul lui Wilfred Moke pe Soccerway